# Alex Norton
Alexander Hugh "Alex" Norton, född 27 januari 1950 i Glasgow, Skottland, är en brittisk (skotsk) skådespelare. Norton är gift med Sally Kinghorn sedan 17 december 2001 och har tre barn med henne.

## Filmografi
- 2008 – Glendogie Bogey
- 2006 – Medieval II: Total War (Röst)
- 2006 – Pirates of the Caribbean: Död mans kista
- 2006 – Sir Billi the Vet (Röst)
- 2003 – Billy Bongo
- 2002 – Greven av Monte Cristo
- 2001 – Murphy's Law
- 2001 – The Fabulous Bagel Boys
- 2000 – Beutiful Creatures
- 2000 – Complicity
- 1999 – Extremely Dangerous
- 1998 – Little Voice
- 1998 – Misérables, Les
- 1997 – Deacon Brodie
- 1997 – Orphans
- 1995 – Braveheart
- 1995 – Signs and Wonders
- 1994 – Squanto: A Warrior's Tale
- 1994 – Headhunters
- 1993 – Down Among the Big Boys
- 1992 – Patriot Games
- 1992 – Panik på hotellet
- 1992 – An Ungentlemanly Act
- 1992 – Say Hello to the Real Dr. Snide
- 1991 – Under Suspicion
- 1991 – Robin Hood
- 1991 – Chernobyl: The Final Warning
- 1990 – Vit jägare, svart hjärta
- 1989 – Scandal
- 1989 – Countdown to War
- 1989 – Bearskin: An Urban Fairytale
- 1988 – Hidden City
- 1988 – The One Game
- 1988 – Lucky Sunil
- 1988 – Leaving
- 1986 – Comrades
- 1984 – Glasskampen
- 1983 – Local Hero – byns hjälte
- 1983 – Every Picture Tells a Story
- 1981 – Gregory's Girl
- 1979 – A Sence of Freedom
- 1967 – The Hunch

Alex har även medverkat i serier som Taggart, Renford Rejects och Turning World.